# Cathédrale Saint-Martin de Rottenburg
Cette  cathédrale n’est pas la seule cathédrale Saint-Martin.
La cathédrale Saint-Martin est la principale église catholique de la ville de Rottenburg am Neckar en Allemagne. Elle est dédiée à Martin de Tours. Sa tour, datant de 1486, en est l'élément le plus marquant. 
Elle est le siège du diocèse de Rottenburg-Stuttgart, et l'église Saint-Éberhard (de) en est la co-cathédrale.

## Histoire
Une chapelle a été construite en 1280 ; l'église paroissiale du village de Sülchen a été établie avant que le village ne soit incorporé à la ville, et elle était dédiée à saint Martin. Un incendie en 1644 a été suivi d'une reconstruction fondamentale qui s'est achevée le 8 septembre 1655. La reconstruction a fait de l'édifice une église baroque, les piliers ont été renforcés et la voûte a été réparée. Le plan asymétrique a été conservé.
En 1821, un évêché fut créé pour le royaume de Wurtemberg et Rottenburg, ville avec la plus forte proportion de catholiques, fut désignée comme siège épiscopal. Malgré l'opposition du premier évêque Johann Baptist von Keller, l'église paroissiale Saint-Martin fut élevée au rang d'église épiscopale, tout en restant, comme auparavant, l'église paroissiale de la ville. En raison de ses irrégularités architecturales et de sa petite taille, elle n'était pas jugée digne d'une église épiscopale.
Tous les projets de construction d'une nouvelle église ont échoué jusqu'à récemment. La cathédrale a été rénovée entre 1998 et 2002 par l'architecte de Rottenburg Johannes Manderscheid (de) et la sacristie a été réaménagée.

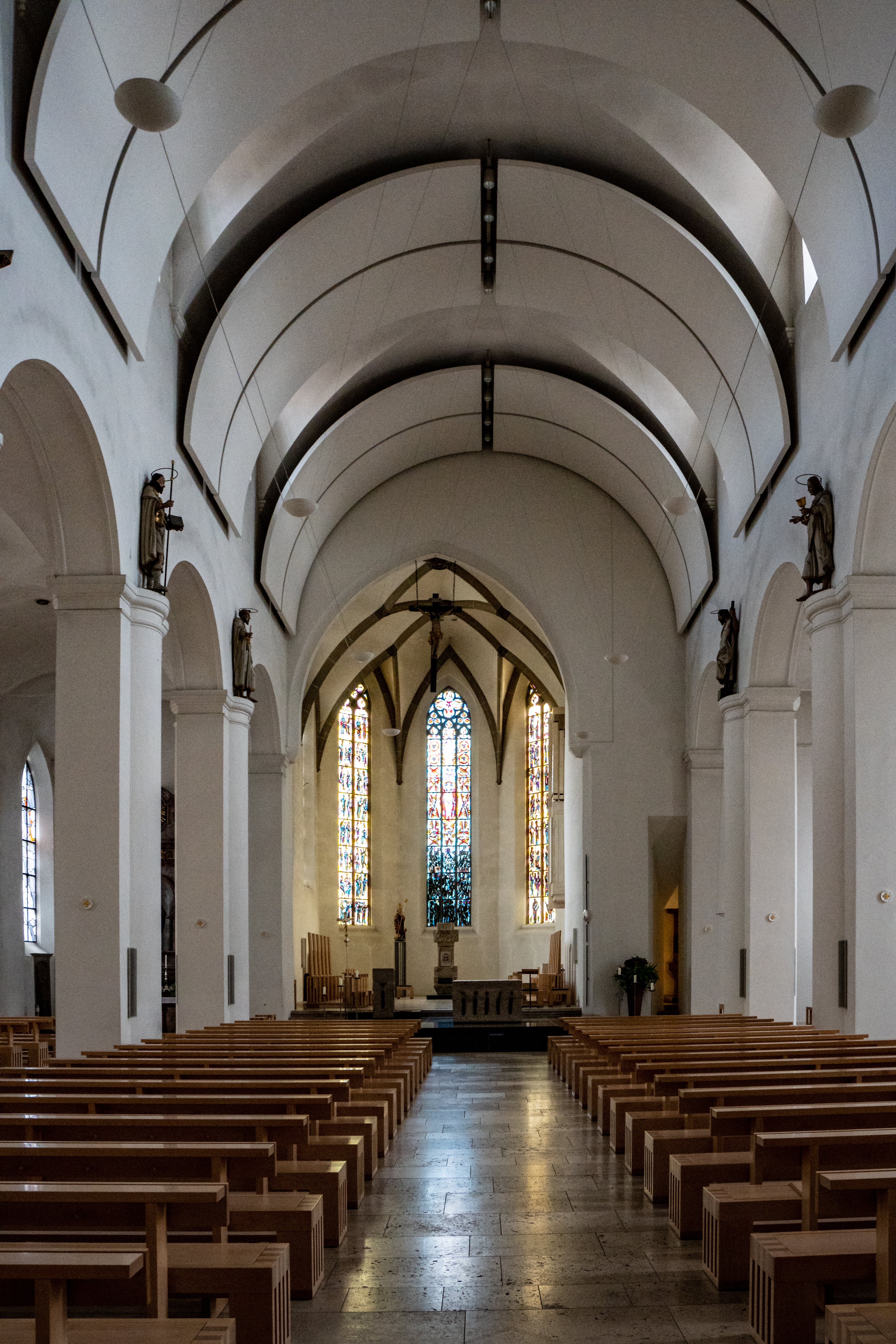
Nef et chœur.
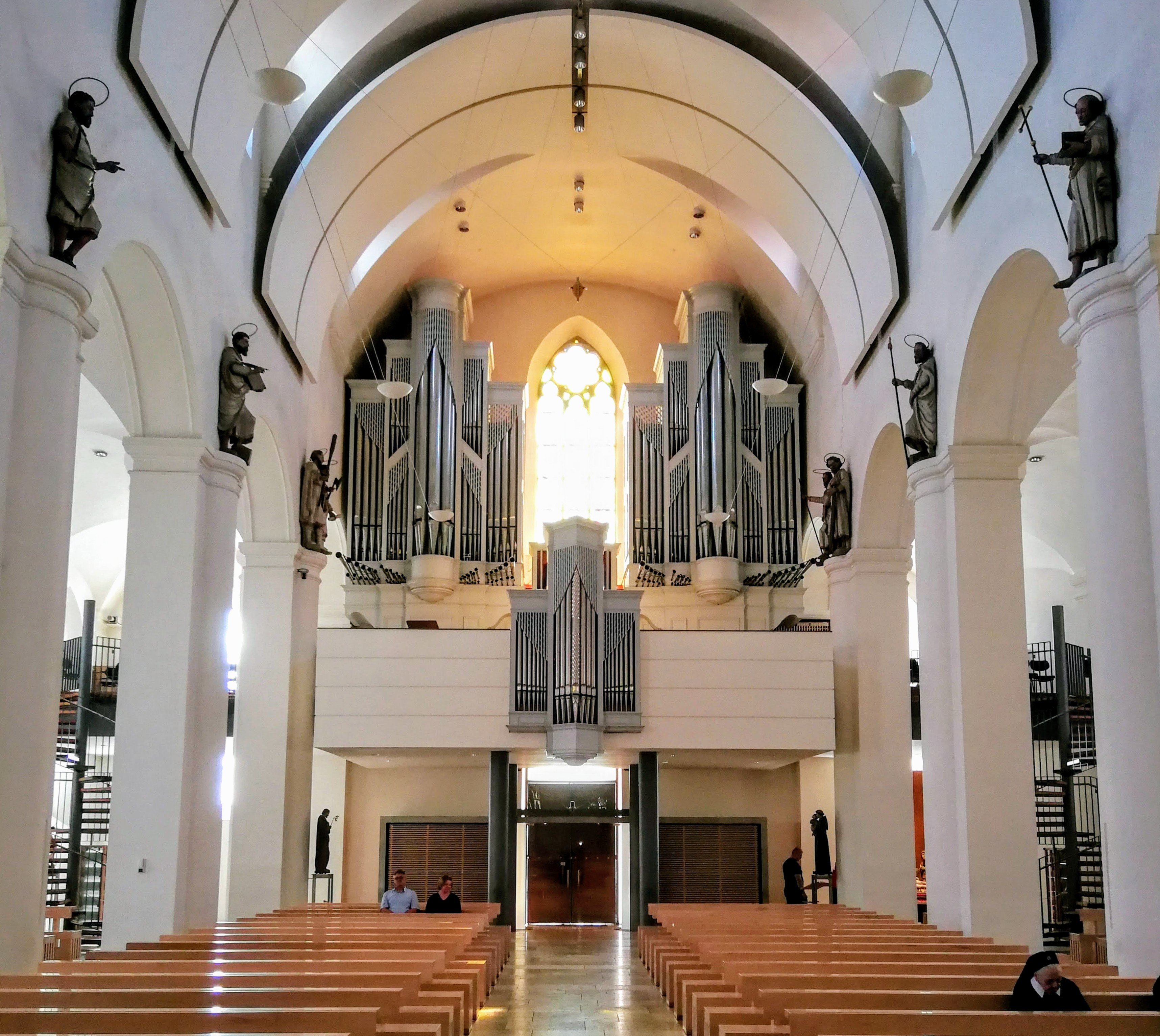
Nef et orgue de tribune.
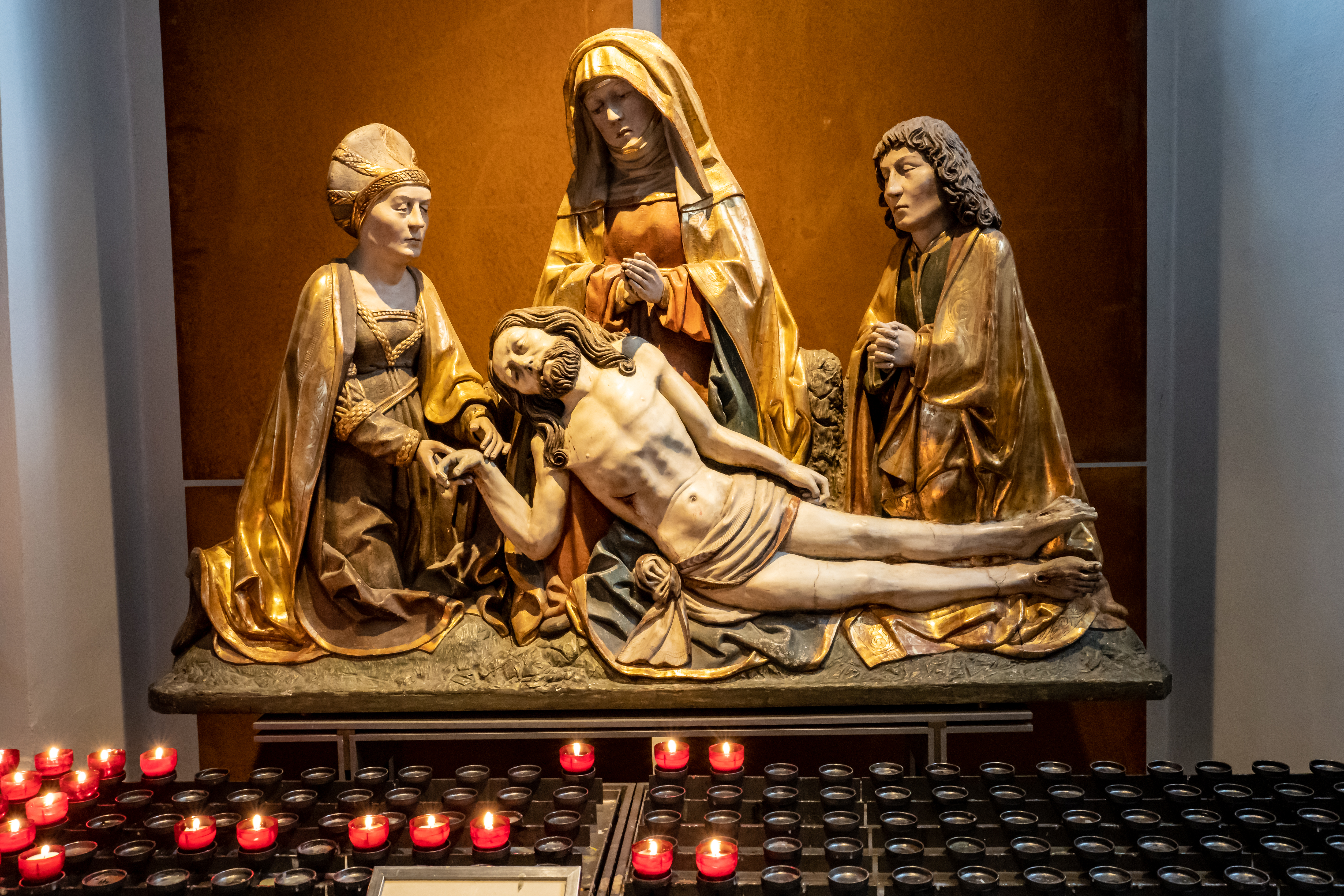
Pietà avec couple de donateurs, probablement XVIe siècle.
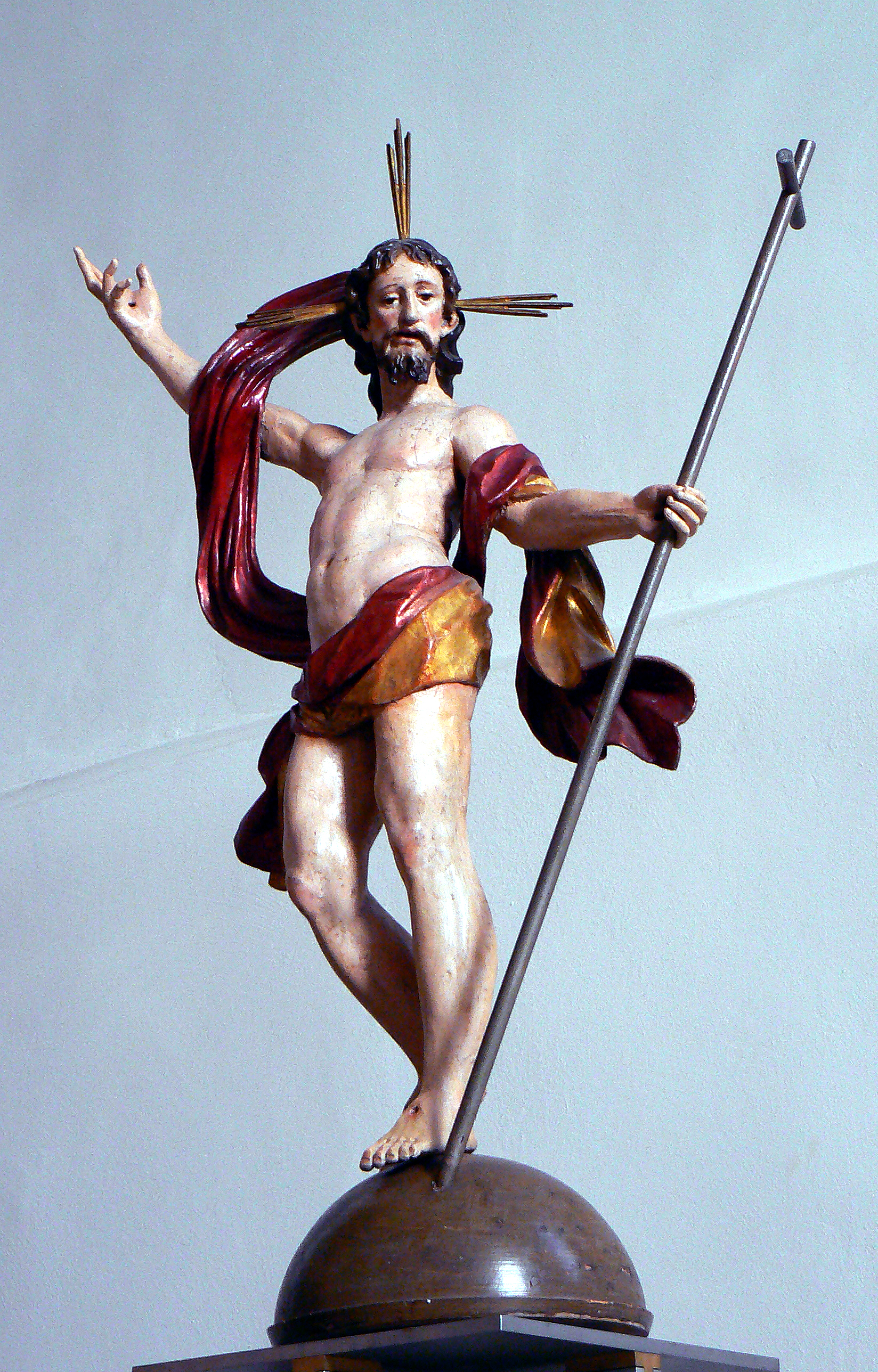
Jésus-Christ ressuscité, vainqueur du monde (milieu du XVIIIe siècle).

## Source
- (de) Cet article est partiellement ou en totalité issu de l’article de Wikipédia en allemand intitulé « Dom St. Martin (Rottenburg) » (voir la liste des auteurs).